# White Bear Lake (lac)
Pour les articles homonymes, voir White Bear Lake.
Le White Bear Lake (littéralement le « lac de l'ours blanc ») est un lac situé dans l'état du Minnesota. La ville de White Bear Lake lui doit son nom.
Sa superficie est de 987 ha, et sa profondeur maximale de 25 m.
Une nouvelle de Francis Scott Fitzgerald, Rêves d'hiver' (Winter Dreams) se déroule pour une partie importante du récit, en ce lieu.